# União Paulista
União Paulista là một đô thị ở bang São Paulo của Brasil. 
Đô thị này nằm ở vĩ độ 20º53'14" độ vĩ nam và kinh độ 49º53'50" độ vĩ tây, trên khu vực có độ cao 480 m. Dân số năm 2004 ước tính là 1.371 người. União Paulista có diện tích 79,496 km².